# Roland W.
Roland W., de son vrai nom Roland Wächtler (né le 3 avril 1941 à Stuttgart, mort le 11 septembre 2009 à Schürdt) est un chanteur allemand.

## Biographie
Après l'abitur, il va à Paris étudier l'histoire de l'art. Il séjourne dans le quartier Saint-Germain-des-Prés, où il peint et apparaît bientôt en tant que chanteur de chansons allemandes et françaises. Après une escale à Londres, il voyage de l'Afrique au Japon et de la Hollande au Canada, jusqu'à son retour en Allemagne.
Il est chanteur dans des discothèques ou des soirées de gala et a quelques propres spectacles en tant qu'artiste. En septembre 1967, il obtient un contrat d'enregistrement avec le label allemand Cornet Records, appartenant au producteur à succès Heinz Gietz. Le single Monja sort dans le même mois ; il se hisse à la quatrième place du classement allemand et occupe même la première place du classement suisse en janvier 1968. Roland W est accompagné du Jay Five, un groupe de reprises également sous contrat avec Cornet. Bien que la chanson largement parlée soit toujours associée à Roland W., toutefois, l'original provient du groupe de rock allemand Cry'n Strings, pour qui Monja est un disque de promotion du petit label Kerston. Composé par leur chef créatif Gerhard Jäger, personne ne connaît le titre avant que le groupe atteigne les charts allemands en octobre 1967. Fred Kersten, le propriétaire de Kerston, reconnaît le potentiel du single et s'impose en tant que co-auteur sous le pseudonyme de Dal Finado. Kerston ne parvient pas à s'imposer et collabore avec Cornet.
Le single suivant Cindy Jane, précédemment publié en tant que face B de Monja, n'atteint pas les palmarès. Roland W. paraît comme un one-hit wonder. Néanmoins, sortent jusqu'en 1972, année où Cornett est repris par la BASF, une série de singles. La BASF n'édite plus que son tube Monja. En 1989 paraît un nouveau single Tanja.
En 1980, il épouse sa compagne de longue date, Doris, la mère de ses enfants. Après son opération contre le cancer en 1994, il a au début comme passion, la peinture. Après avoir fait un retour, même avec des apparitions à la télévision, en écrivant une nouvelle version de Monja, 2001 voit la sortie d'un nouvel album de lui ; on y trouve également une chanson (Willst du einen Tequila) de Drafi Deutscher.

## Discographie
Singles
- Monja / Cindy Jane (Cornet #3025), 1967
- Cindy Jane, 1967
- My Maria / Jamaica girl (Cornet #3047), 1968
- Jeder kommt einmal wieder / Denver Colorado (Cornet #3063), 1968
- Mein grünes Tal / Baby Diskothek (Cornet #3088), 1969
- Nachts / Ein Girl in Idaho (Cornet #3104), 1969
- Marion / Noch einen Drink für den Weg (Cornet #3145), 1970
- My Life And My Home / Linda Lou (Cornet #3217), 1971
- Les-Saintes-Maries-de-la-Mer / Aranjuez (Columbia #1C006-30358), 1972
- My Life And My Home (Der einsame Disc-Jockey) / Linda Lou (Cornet #05 11767-1), 1973
- Tanja / Tanja (instrumental) (Titan #577/0149-7), 1989

## Source de la traduction
- (de) Cet article est partiellement ou en totalité issu de l’article de Wikipédia en allemand intitulé « Roland W. » (voir la liste des auteurs).